# Noblesse hongroise
La noblesse de Hongrie fut la classe dirigeante de la Hongrie du Moyen Âge jusqu'à la chute du royaume de Hongrie en 1946, avec toutefois une certaine perte d'influence après 1918. La noblesse et les titres sont abolis en Hongrie par le statut IV de 1947.

## Histoire de la noblesse hongroise

### Noblesse médiévale dans le royaume de Hongrie (jusqu'à 1526)
Au cours du Moyen Âge, de la fondation du Royaume en l'an mil par le roi saint Étienne jusqu'en 1222, les nobles hongrois jouissent de privilèges divers mais paient des impôts au roi en fonction de leurs biens. En 1222, le roi André II de Hongrie est contraint de proclamer la Bulle d'or, document qui accorde d'innombrables privilèges à la noblesse hongroise, comme l'exemptions de taxes (qui perdurera jusqu'au milieu du XIXe siècle). Dans ses six premiers siècles d'existence et jusqu'à l'ascension des Habsbourg, la noblesse hongroise se structure selon les bureaux administratifs du royaume. Les grands officiers sont appelés « barons du royaume » (en latin barones regni) et porte le titre de magnificus vir.
Sous Sigismond de Luxembourg, les grands officiers de la couronnes étaient, dans l'ordre :
- le palatin de Hongrie (Comes Palatinus Regni, en hongrois : Nádor) ;
- le vice-palatin de Hongrie (en hongrois : Nádor helyettes) ;
- le juge de la Cour royale (Judex Curiae Regiae, en hongrois : országbíró) ;
- le voïvode de Transylvanie (Woyuoda Transsiluanus, en hongrois : Erdélyi vajda, en roumain voievodul Ardealului, en allemand Herzog von Siebenbürgen) ;
- le ban de Croatie, Slavonie, et Dalmatie (Banus Regnorum Dalmatiae, Croatiae, et Slavoniae, en hongrois : horvát-dalmát bán, horvát-szlavón bán, en serbo-croate hrvatska banovina) ;
- les bans de Severin (Banus Severinensis, en hongrois : Szörényi bán, en roumain banul Severinului) et de Macsó (Banus Machoviensis, en hongrois : Macsói bán, en serbocroate Mačvanska banovina) qui disparaissent à la fin du XIVe siècle ;
- les bans de Temesvár (en hongrois Temesvári bán, en roumain banul Timișoarei, en serbo-croate Temišvarska banovina) qui disparaissent au milieu du XVIe siècle ;
- le trésorier royal (Tavernicorum Regalium Magister, en hongrois : tárnokmester).

Puis en fonction de l'ancienneté :
- le grand-maréchal de la Cour (Agazonum Regalium Magister, en hongrois : főlovászmester) ;
- le grand-échanson (Pincernarum Regalium Magister, en hongrois : főpohárnok) ;
- le grand-chambellan (Cubiculariorum Regalium Magister, en hongrois : főkamarás) ;
- le grand-huissier ou Premier capitaine des gardes[1] (Janitorum Regalium Magister, en hongrois : főajtónálló) ;
- le grand-maître d'hôtel (Dapiferorum Regalium Magister, en hongrois : főasztalnok) ;
- le grand-maître de la Cour (Curiae Regiae Magister, en hongrois : főudvarmester) ;
- le capitaine des Gardes du corps du roi (à partir de 1765) (Turmae Praetorianae Hungariae Capitaneus, en hongrois : a királyi testőrség kapitánya).

puis :
- les comtes (ie gouverneurs) des provinces de Bratislava (Comes Posoniensis, en hongrois : Pozsonyi ispán) et Timis (Temesi ispán) ;
- le grand-trésorier (summus thesaurarius) – en hongrois : főkincstárnok ;
- le comte des Sicules (Comes székelyis, en hongrois : székelyek ispánja) ;
- le chancelier secret (en hongrois : titkos kancellár) ;
- les comtes (ou comte-suprême) (Supremi Comites Comitatus) de province (megye) - en hongrois : ispán (puis föispán). Nommé pour une période déterminée ;
- vice-gouverneur de province (vicecomes) - en hongrois : alispán. Nommé pour une période déterminée. Il est généralement un proche du gouverneur de province ;
- les noms des prélats et des barons du royaume cités dans les plus importants documents et décrets royaux.

Ces grands-officiers de la couronne sont généralement choisis parmi les propriétaires terriens les plus puissants, qui apparaissent souvent bien avant le XVIe siècle et dont certains datent de l'époque de saint Étienne au XIe siècle.
Il y avait aussi une petite noblesse de barons (kisbáró) qui descendait de serviteurs royaux (servientes regis).
Ce schéma est similaire à celui de la noblesse polonaise.

### Noblesse sous la domination autrichienne des Habsbourg (1526-1918)
Selon István Werbőczy (en),, la société hongroise était divisée en deux catégories distinctes :
- les quatre ordres libres (15 % de la population) comptaient le Populus ou « nation nobiliaire » (5 % de la population) comprenant les prélats (Ier Ordre), les Magnats (IIe) et les gentilshommes (IIIe) ainsi que la bourgeoisie des villes libres et royales (civitates liberae atque regiae : IVe Ordre, 10 % de la population) ;
- le reste de la population (Plebs : 85 %) comprenait principalement les artisans, les paysans (pas tous Magyars et pour la plupart asservis) et les popes orthodoxes des Ruthènes, des Serbes et des Valaques, dont la religion n'était pas recepta (reconnue) mais tolerata (et qui ne faisaient pas partie du Ier Ordre, réservé au clergé catholique).

Les gentilshommes du IIIe Ordre comprenaient une minorité de familles aisée qui constituaient la noblesse moyenne (középnemesség en hongrois, ou nobiles possessionati en latin), possédant une ou deux seigneuries et occupaient volontiers des fonctions politiques dans l'administration comtale. Cette catégorie était soutenue par les simples gentilshommes qui ne possédaient qu'un petit domaine, voire une simple ferme ou leur condition nobiliaire (armalistae en latin, nobles très pauvres vivant généralement de la même manière que les paysans, mais libres et non-corvéables). Cette hiérarchie sociale était encore en place au XVIIIe siècle et elle s'était renforcée par ses victoires contre les nombreuses jacqueries qu'elle a suscitées, y compris celles, comme les révoltes de Bobâlna, de György Dózsa ou d'István Bocskai, où les bourgeois des villes et une partie des gentilshommes s'était joints aux insurgés.
Les droits des seigneurs étaient les suivants :
- ils ne pouvaient pas être arrêtés sans procédure légale ;
- ils ne devaient obéissance qu'au roi ;
- ils étaient exemptés d'impôts et de douanes ;
- ils n'étaient contraints d'accomplir le service militaire que dans le cadre de la défense du pays.

La plupart des nobles ont hérité du titre ou bien ont été anoblis par le roi. Il y avait deux autres façons de devenir noble : soit par adoption dans une famille noble, avec une permission spéciale du roi, ou, pour une femme noble qui n'avait pas d'héritiers mâles, par l'octroi de privilèges spéciaux par le roi (la femme est traitée comme si elle était de sexe masculin, elle pouvait dès lors hériter du titre et des domaines et les transmettre à ses enfants).
Les nobles hongrois sont généralement de riches propriétaires terriens. Il y avait deux sortes de domaines : soit donnés par le roi (en général avec un titre), soit acquis. Alors que les biens acquis pouvaient être achetés et vendus librement, les dons de terres étaient inaliénables et étaient toujours hérité par le fils aîné (ou parfois, avec la permission du roi, la fille aînée, voir ci-dessus). Lorsqu'une famille s'éteignait, la succession revenait au roi.
Un noble pouvait aussi donner un titre de noblesse et des domaines à l'un de ses hommes loyaux. Officiellement il fallait la permission du roi, mais elle n'était souvent pas demandée.
Grâce à une forte demande de soldats pendant les guerres contre les Turcs aux XVIe et XVIIe siècles, une garnison de 80 à 120 soldats pouvait parfois être élevée au rang nobiliaire, avec l'octroi des mêmes armoiries pour tous.
Dans les années 1604-1606, la noblesse de la Hongrie royale est en révolte endémique contre le roi Habsbourg, obligeant ce dernier à conclure la paix avec les Ottomans et à accorder aux nobles la liberté de conscience, reconnue par les articles de la paix de Vienne en 1606 qui élargit à la Hongrie royale l’édit de tolérance de 1568 par lequel tant le luthéranisme que le calvinisme et l'unitarisme étaient, à égalité avec le catholicisme, des « religions acceptées » (receptæ) dans la principauté hongroise de Transylvanie. Cependant, en dépit de la paix de 1606, garantissant la liberté de conscience aux nobles du royaume de Hongrie, les évêques catholiques, soutenus par les Jésuites, continuent la politique de contre-Réforme à l'encontre des protestants de la Hongrie royale. Au fil des XVIe et XVIIe siècles, cela suscite de fréquentes révoltes nobiliaires, catholiques et protestants ensemble, motivées par le souhait des communes et des nobles hongrois de préserver respectivement leurs franchises et privilèges accordés par la bulle d'or de 1222 du roi André II ; après la conquête de l'ensemble de la Hongrie par les Habsbourg, le XVIIIe siècle est marqué par la grande révolte nobiliaire de 1711.
Dans la première moitié du XIXe siècle, la noblesse hongroise forme un courant national conservateur représenté par Aurél Dessewffy (en), György Apponyi, Sámuel Jósika (hu) et István Széchenyi, qui demandent une réforme garantissant la primauté de l'aristocratie, tandis que les « Jeunes hongrois », avec Sándor Petőfi, Pál Vasvári (hu) et Mihály Táncsics, souhaitent établir une république et supprimer les droits féodaux. István Széchenyi et Miklós Wesselényi tentent de concilier la noblesse hongroise et les libéraux modérés comme Lajos Batthyány, Ferenc Deák ou Lajos Kossuth qui demandent plus d'autonomie (une dose de parlementarisme hongrois). Or une revendication rassemble conservateurs et libéraux : la Hongrie doit devenir un État autonome et unitaire incluant les banats croates, la Transylvanie et les confins militaires en une soixantaine de comitats égaux et uniformes. Face à ces tendances, l'empereur d'Autriche Ferdinand V nomme György Apponyi comme vice-chancelier du royaume de Hongrie et Sámuel Jósika pour la Transylvanie, renforçant ainsi les pouvoirs centralisés de Vienne.
Après la tourmente de la révolution hongroise de 1848 qui voit la moitié de la noblesse magyare prendre, avec Lajos Kossuth, parti contre les Habsbourg, ces derniers finissent par passer avec la noblesse, en 1867, un compromis historique, renouvelable tous les dix ans, par lequel ils lui délèguent le gouvernement des pays de la Couronne de saint Étienne en échange de sa fidélité à la dynastie.
La 8e loi austro-hongroise de 1886 crée la catégorie de prince (en latin: Nobilis Princeps, en hongrois: Herceg). La plupart des familles devenues princières en Hongrie sont des familles étrangères nationalisées, comme les Saxe-Cobourg-Gotha, les Liechtenstein, les Thurn-Taxis ou encore les Schwarzenberg.
Durant tout le XIXe siècle, la noblesse hongroise s'oppose fermement à l'élargissement du corps électoral, à l'austroslavisme, au trialisme et aux autres mouvements visant à fédéraliser l'Autriche-Hongrie, car son objectif était la création d'un État-nation strictement hongrois et catholique ou protestant sur l'ensemble de la Hongrie (où les Magyars étaient 47 % de la population et qu'une « magyarisation » intensive devait rendre largement majoritaires). En 1910, dans le royaume de Hongrie, seuls 6 % des hommes (mais aucune femme) disposent du droit de vote et un tiers des terres appartient à moins de 9 000 familles de la noblesse hongroise, sur-représentée au Parlement de Budapest, où la vie politique est essentiellement réservée aux Magyars : sur 453 députés, 372 sont magyars ,. Tenus en échec, l'élargissement du corps électoral, l'austroslavisme et le trialisme restent à l'état d'aspirations inassouvies : l'impossibilité de réformer les institutions, de démocratiser la partie hongroise de l'Autriche-Hongrie et de fédéraliser la « double-monarchie » des Habsbourg débouchent, à l'issue de la Première Guerre mondiale, sur la dislocation de cet empire et la partition du royaume de Hongrie en 1918. Dans une dernière tentative de sauver sa situation, une partie de la noblesse hongroise offrit la couronne hongroise à Ferdinand Ier de Roumanie, préférant une union personnelle entre la Grande Hongrie et la Roumanie dans leurs frontières de 1918, plutôt qu'un rattachement pur et simple à la Roumanie des territoires austro-hongrois à majorité roumanophone (tel qu'il fut consacré en 1920 par le traité de Trianon).

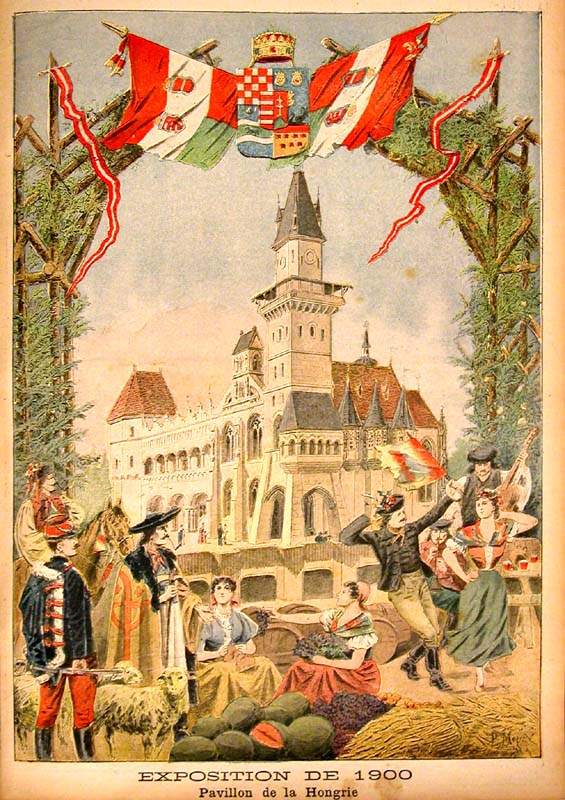
À l'exposition universelle de 1900 à Paris, le pavillon de la Hongrie évoque l'architecture des palais de la noblesse hongroise.

### Neutralisation de la noblesse sous la première période républicaine et communiste (1918-1920)
La noblesse hongroise des territoires perdus est la principale victime de cette partition, les réformes agraires tchécoslovaques, roumaines et yougoslaves la privant de ses domaines, distribués aux paysans locaux : ces pays abolissent tous les indicateurs de noblesse (titres et noms de terres). En Hongrie restante, les nobles subissent en 1918 les persécutions et réquisitions de la « révolution des Asters » (durant laquelle le comte István Tisza est assassiné) puis, durant l'été 1919, des bolchéviks hongrois, avant de recevoir des compensations et de retrouver une certaine influence sous le régime conservateur du régent Miklós Horthy, lui-même noble protestant.

### Suppression de la noblesse sous la seconde période communiste et républicaine (depuis 1946)
Vingt-six ans plus tard, avec la mise en place du régime communiste après la Seconde Guerre mondiale, tous les titres héréditaires sont supprimés en 1947 et la totalité des propriétés nobiliaires (et autres) sont nationalisées en 1950 (et n'ont pas été restituées depuis).
À ses débuts, la nouvelle république populaire de Hongrie « fait table rase » de l'identité nationale magyare, forgée au fil des siècles par la noblesse hongroise, indissoluble du grand-hungarisme (devenu irrédentiste à partir du traité de Trianon) et enseignée dans toutes les écoles durant les périodes 1867-1918 et 1920-1946. L'état communiste forge à sa place une nouvelle identité « prolétarienne et internationaliste » déclinée en langue hongroise et partagée par l'ensemble du bloc de l'Est. Toutefois l'identité nationale réprimée, mais profondément ancrée dans la population, ressurgit subitement durant l'insurrection de Budapest écrasée par les chars du pacte de Varsovie, puis très progressivement dans la littérature historique à partir des années 1970, pour réapparaître au grand jour, après l'ouverture du rideau de fer et la dislocation du bloc de l'Est, dans le discours de l'Union civique hongroise de Viktor Orbán (notamment à travers la défense des Magyars d'outre-frontières), jusqu'à prendre des formes extrêmes dans celui du Jobbik et finalement, du gouvernement hongrois lui-même.
Partout dans ce qui fut la grande Hongrie : en Hongrie même, mais aussi en Slovaquie, Ruthénie subcarpathique, Transylvanie, Voïvodine, Croatie et Burgenland, on peut voir les anciens manoirs, châteaux et palais de la noblesse hongroise, leurs redoutes, leurs douves, chapelles et parfois leurs portails, dans les états les plus divers : conservation, ruines ou restauration plus ou moins réussie : tous sont réaffectés à d'autres usages.
La petite noblesse des fermiers libres (gentilshommes du IIIe Ordre ou középnemesség, knyázok et autres kisbarók) et des garde-frontières des confins militaires » (határőrok) a, elle aussi, laissé des héritages, comme dans les arts et traditions populaires, les portails sicules, marques de leur statut (les paysans asservis n'y avaient pas droit), devenus aujourd'hui patrimoine identitaire en Hongrie et dans le pays sicule.

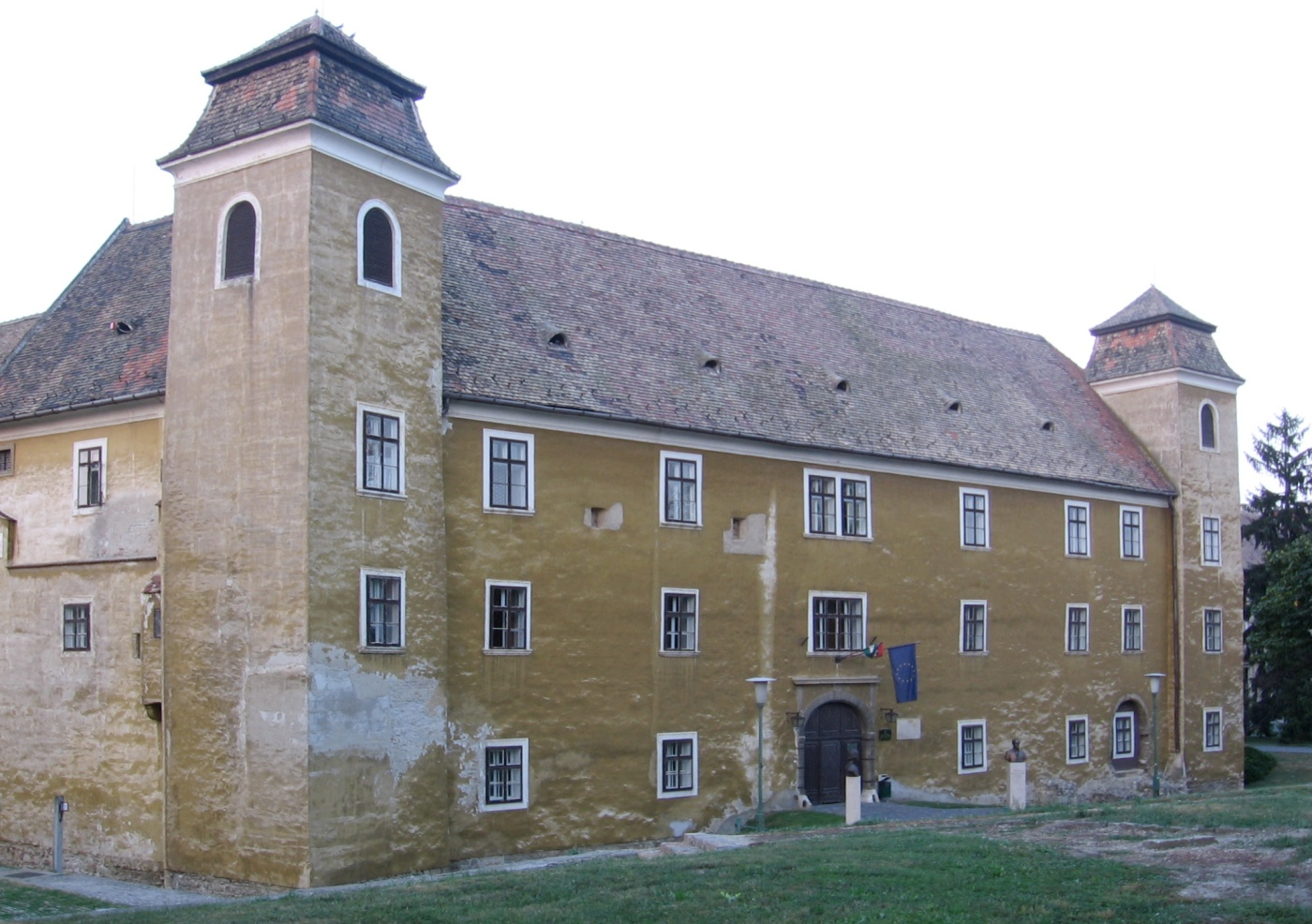
Château-forteresse de Mosonmagyaróvár
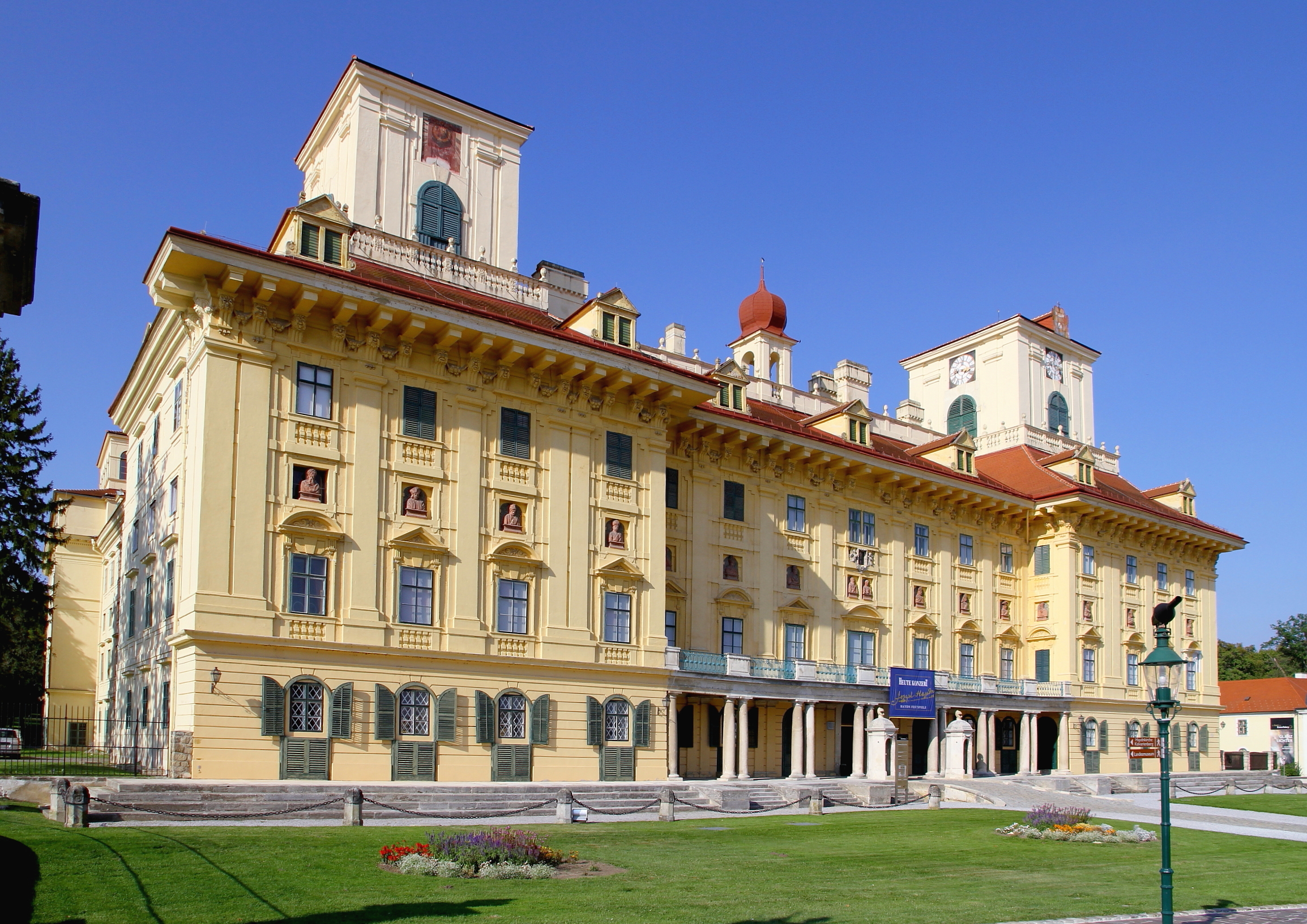
Palais d'Esterházy de Kismarton (Autriche)
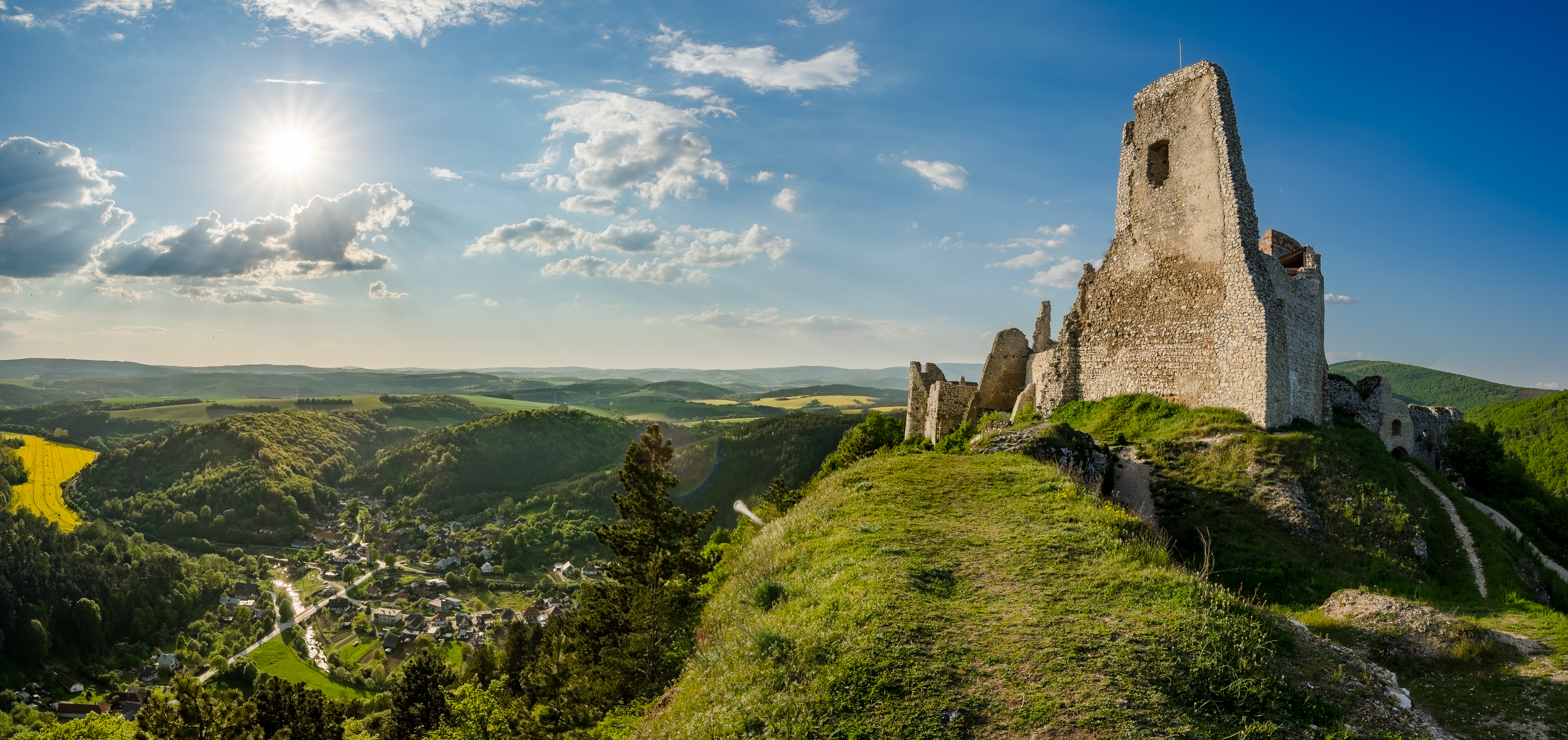
Château d'Élisabeth Báthory, à Csejte (aujourd'hui en Slovaquie)
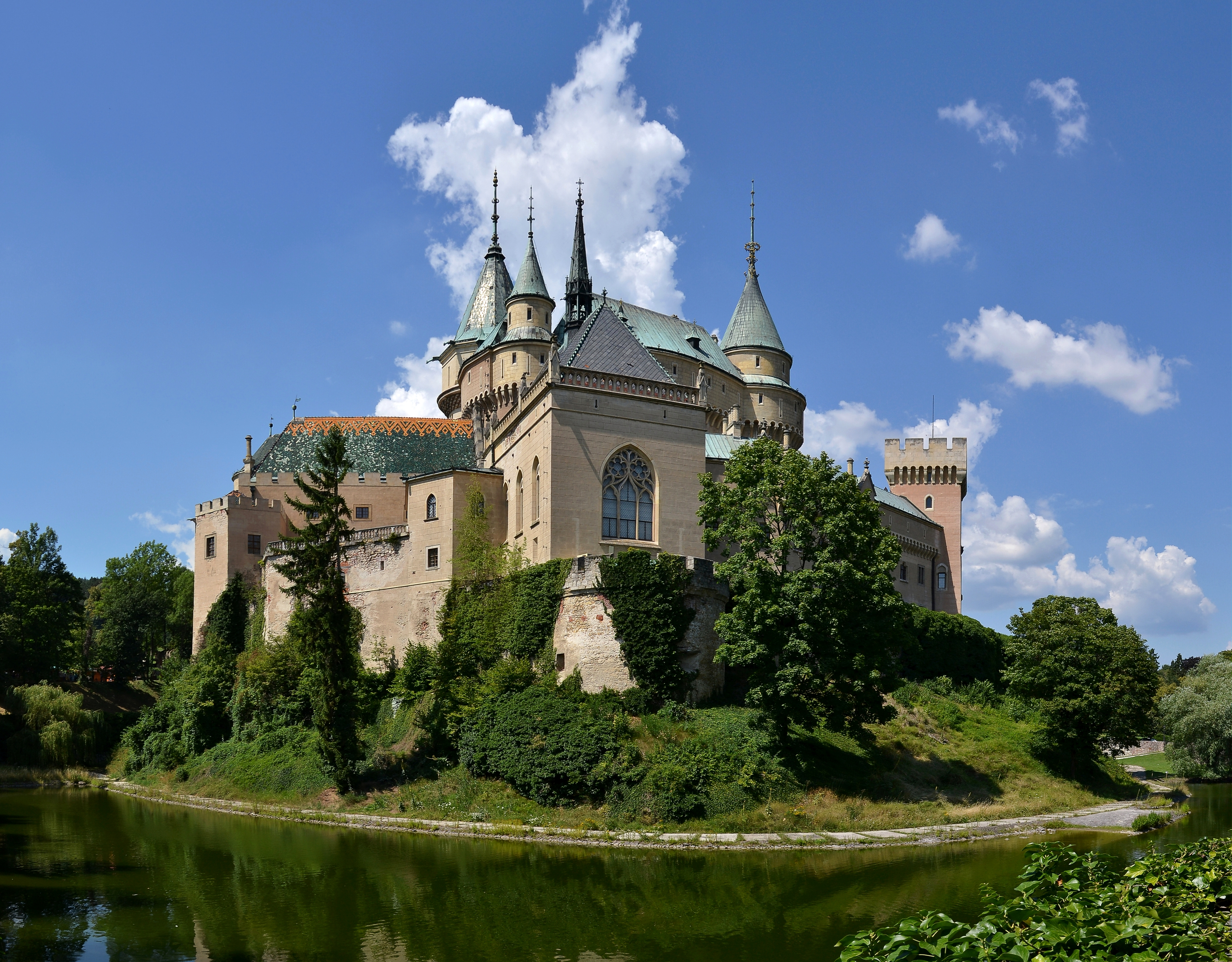
Château de Bajmóc des familles Zápolya et Thurzó (aujourd'hui en Slovaquie)
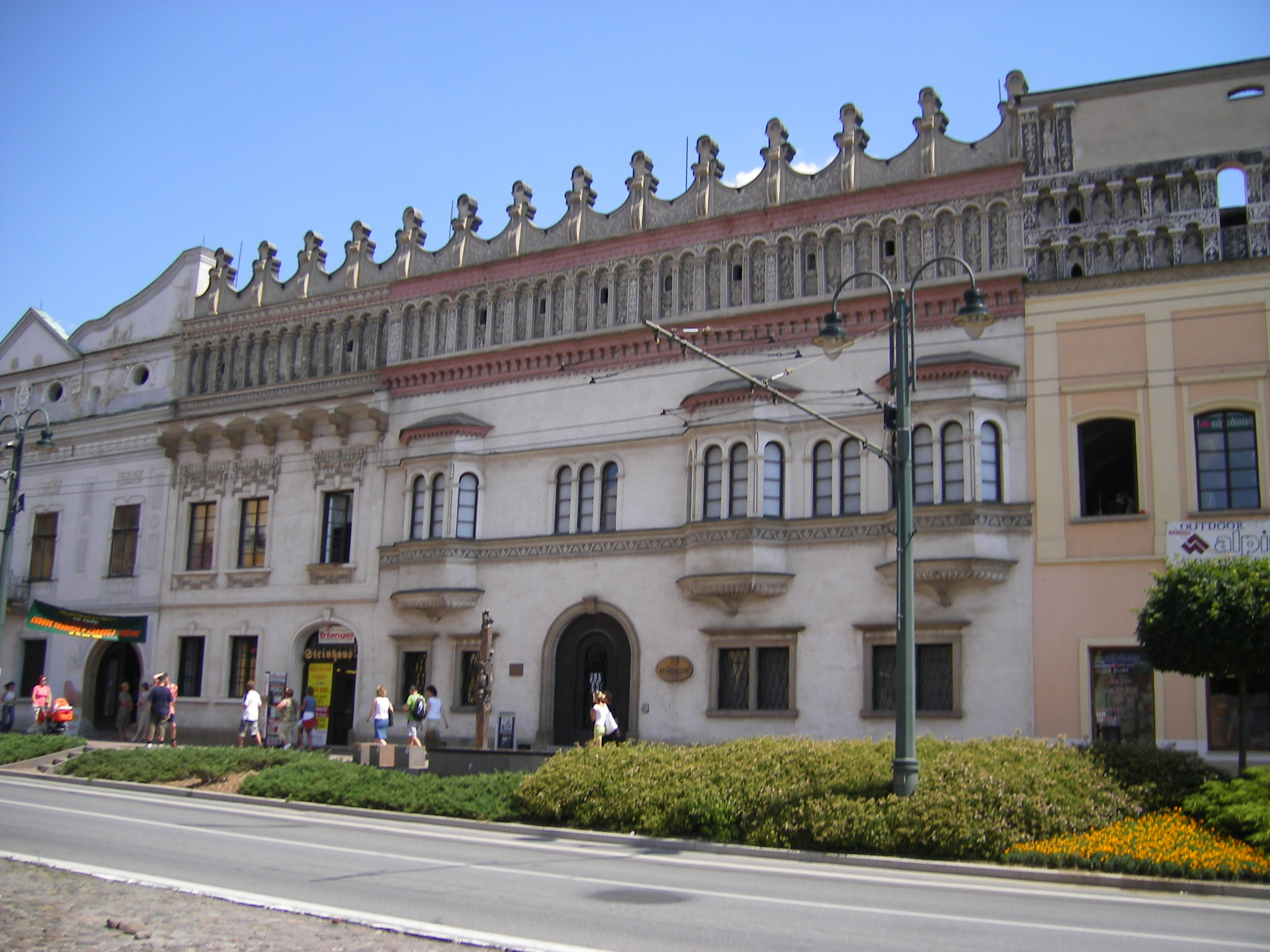
Palais Rákóczi à Eperjes (aujourd'hui en Slovaquie)
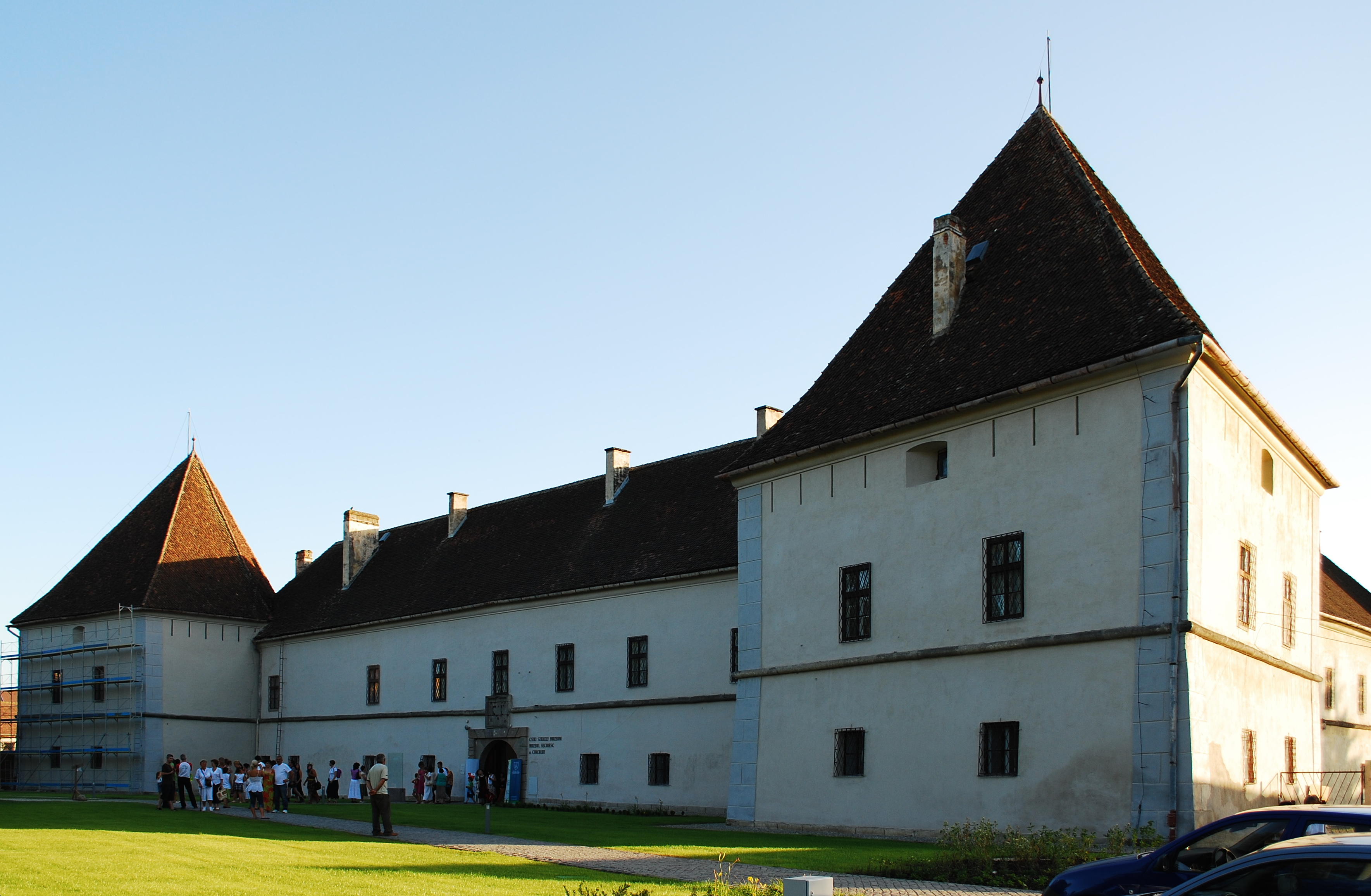
Château de Mikó à Csíkszereda en pays sicule (Roumanie)
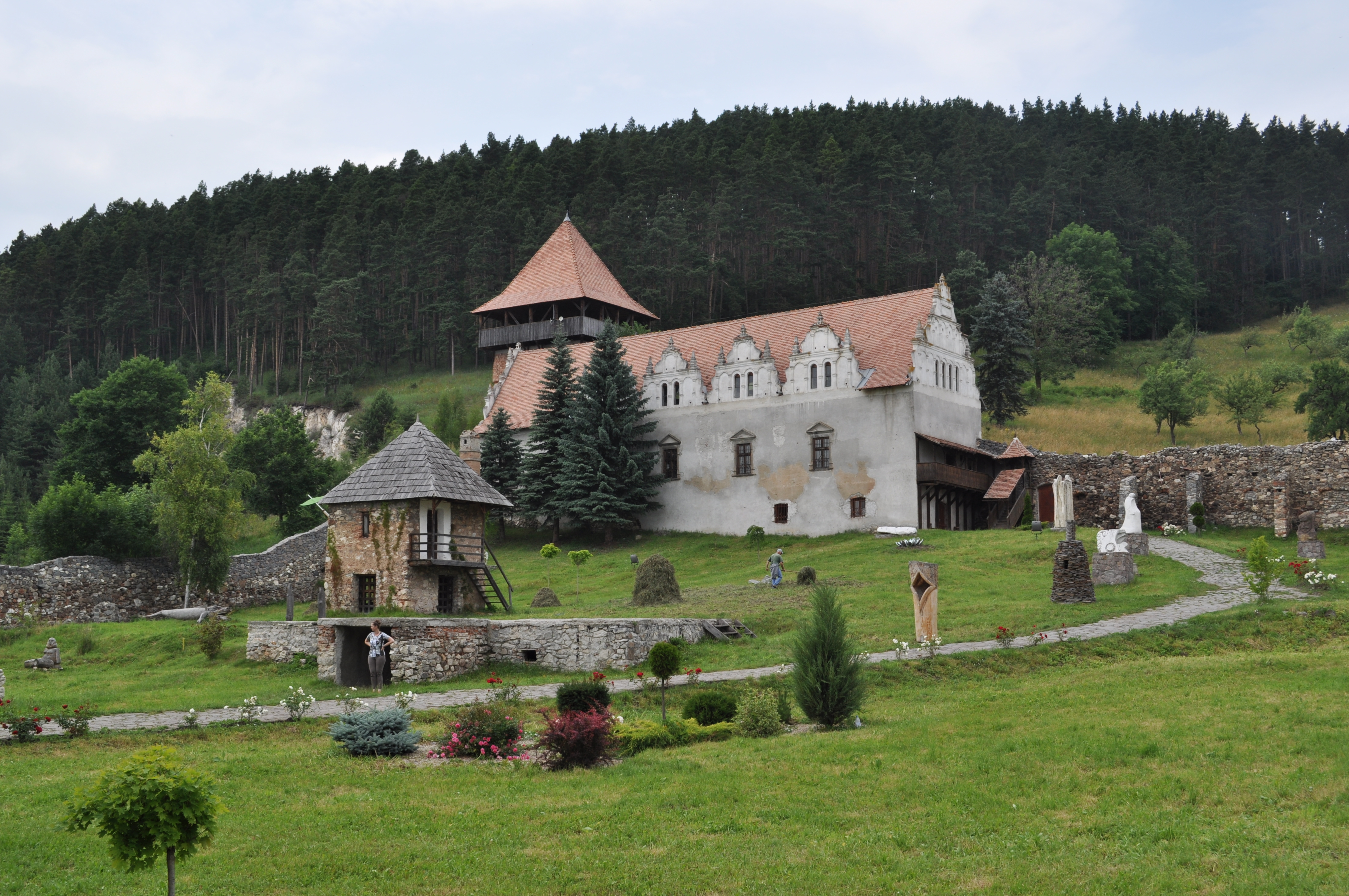
Château Lázár en pays sicule
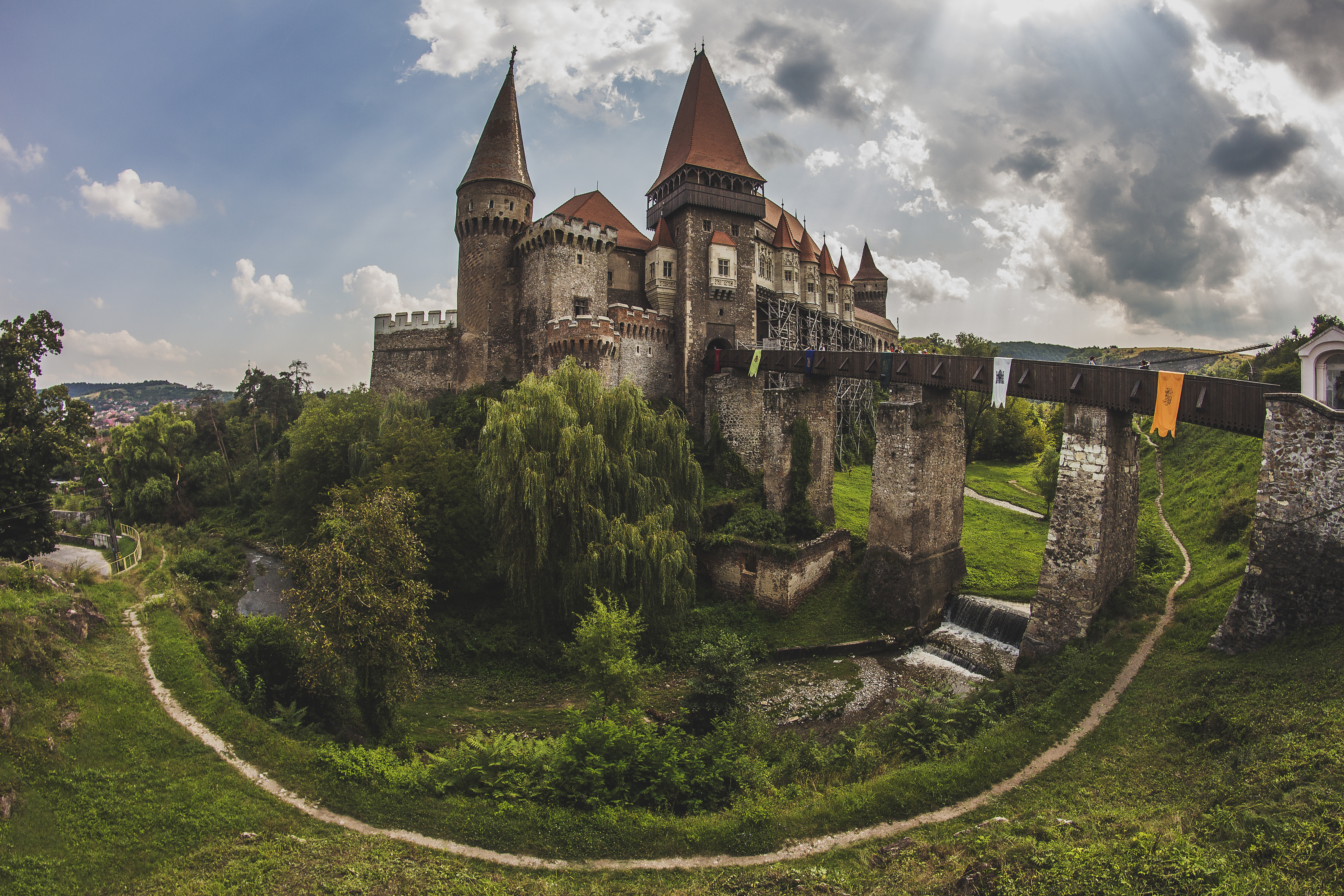
Château des dynasties successives Hunyadi, Bethlen et Apafi à Vajdahunyad (Roumanie)
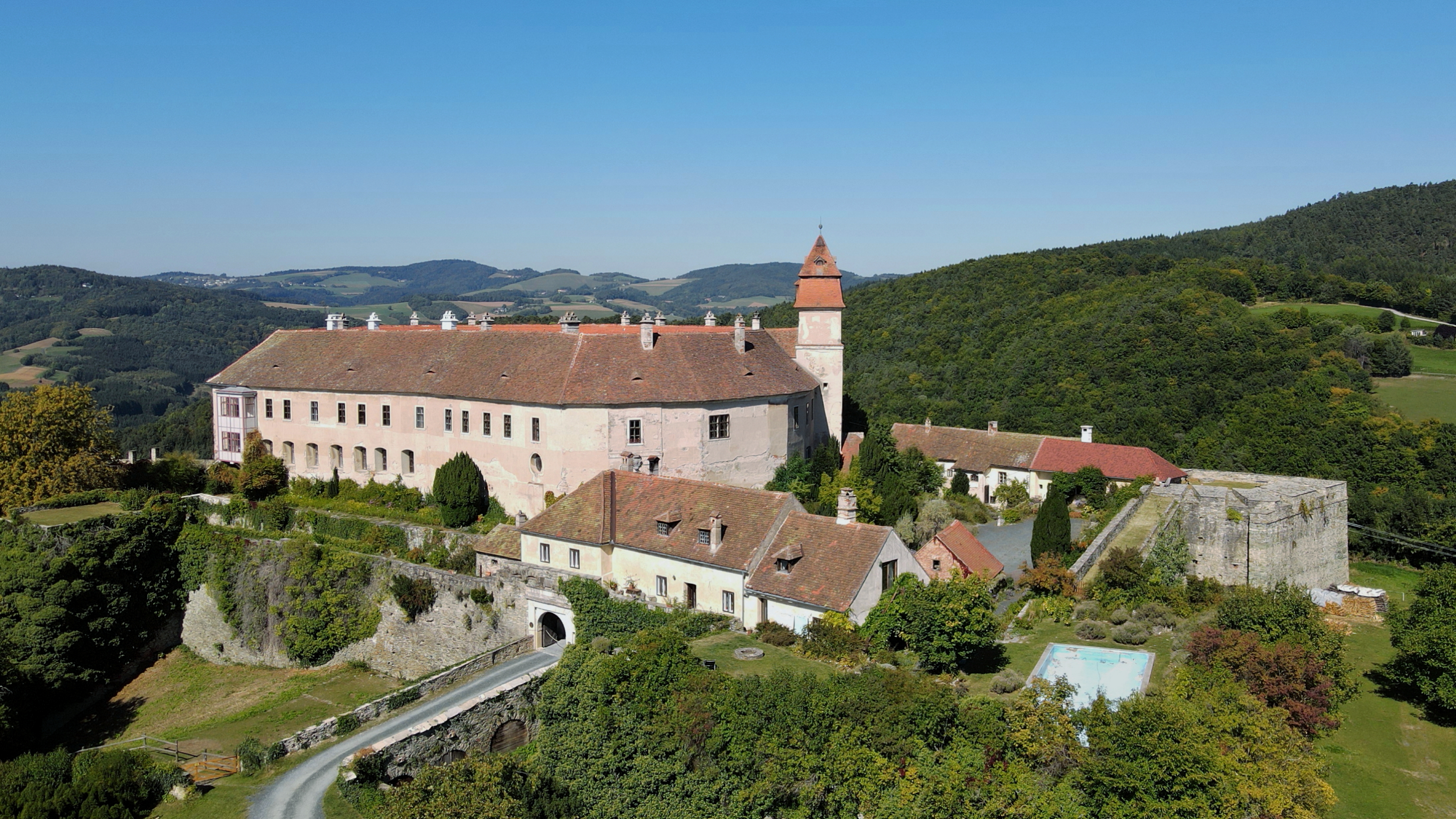
Château natal de László Almásy à Borostyánkő (Autriche)
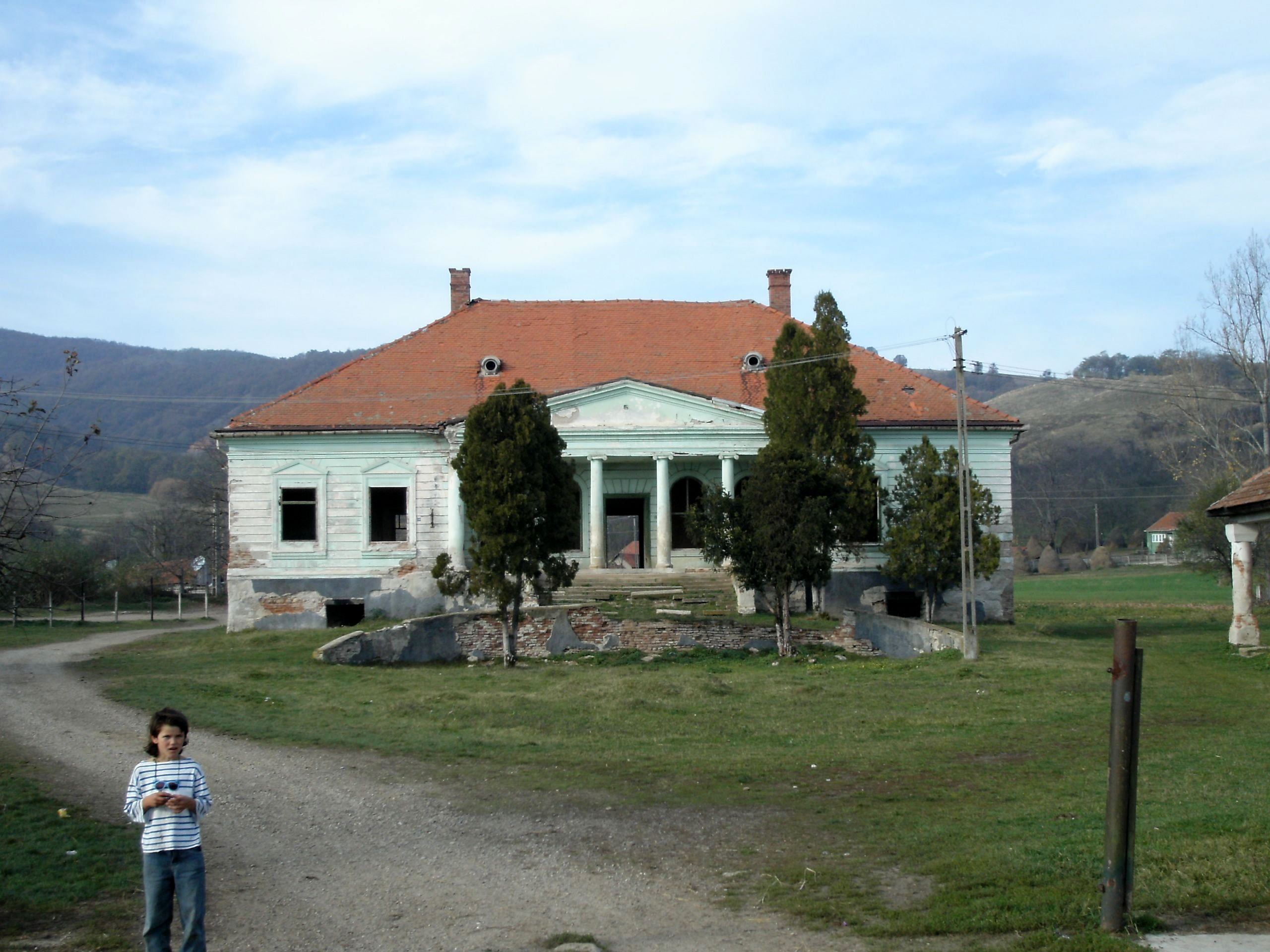
Manoir du baron Nopcsa avant sa restauration, à Alsófarkadin (Roumanie)

## Nom d'usage et titres de noblesse

### Appellation d'usage pour nommer un noble
Chaque noble était appelé asszony (pour les femmes) ou úriember (pour les hommes).

### Titre de noblesse
La noblesse hongroise ne connaissait que deux titres : comte (gróf) et baron (báró). Le rang et titre de prince (herceg) était réservé aux fils du roi. Cinq comtes étaient des princes étrangers : Batthyány (1764), Esterházy (1687), Erdődy (1654) et Odescalchi (1689), par l'empereur du Saint-Empire romain germanique. Deux familles furent élevées au titre de prince de l'empire d'Autriche : Koháry (1815) et Pálffy (1816). Ces titres étaient reconnus en Hongrie. Plus tard, dix familles princières étrangères reçurent l'indigénat hongrois. Il y avait en Hongrie avant la fin de la Première Guerre mondiale 14 familles princières, 98 familles comtales et 94 portant le titre de baron, mais dont les titres ne remontaient pas avant 1550. Les nobles hongrois avaient en Allemagne le droit à la particule « von » ou « Ritter von ». L'utilisation des titres tels que duc, comte ou baron s'est largement répandue durant la domination des Habsbourg.
- Duc (Latin : dux, Hongrois : herceg, Slovaque : vojvoda, Allemand : Herzog) : Le mot hongrois dérive du mot allemand. Initialement, tous les ducs sont issus de la famille royale, si bien que ce titre peut être traduit par prince royal, prince héréditaire, prince héritier.
- Prince (Latin : Princeps, Hongrois : herceg, fejedelem, uralkodó, Slovaque : Knieža, allemand : Fürst) : Le titre et le rang de prince était le plus haut état auquel un noble hongrois pouvait accéder. Il était donné par les Habsbourg en leur qualité d'empereur du Saint-Empire et d'Autriche, la Hongrie étant à partir de 1526 sous tutelle de ces empires. Trompeur, ce titre de prince n'est pas accompagné d'une principauté autonome, mais est 'seulement' un titre.
- Comte (Latin : comes, Hongrois : ispán ou gespan) : ceux qui apparaissent avant le XVIe siècle sont dans la plupart des cas titulaires de postes dans l'administration consistants à gérer leur comitat, mais non détenteurs d'un titre de noblesse. Jean Hunyadi (1387-1456) a été le premier magnat à recevoir un titre héréditaire : en 1453, le roi Ladislas V le nomme comte héréditaire (en hongrois: örökös főispán, en Latin: hæreditarius comes). Le titre de comte était toutefois utilisé officieusement de façon quasi héréditaire dès le XIIIe siècle par quelques familles, notamment en Croatie et à l'ouest du royaume de Hongrie, près des frontières allemande et italienne.

Avant l'ère des Habsbourg, les familles comtales les plus importantes étaient: Subich, Zrínyi, Frangepán (Frankopan), Blagay, Cseszneky, Németújvári (Grafen von Güssing), Héderváry, Szentgyörgyi és Bazini (Grafen von Sankt-Georgen und Pösing), Nagymartoni et Fraknói.
- Baron (Latin : baro, Hongrois : báró, Slovaque : barón, allemand : Baron) : Principalement utilisé sous les Habsbourg, le titre de baron perd de sa superbe au profit des autres titres. Car il est à distinguer les « barons du royaume » (baron regni) — titre le plus élevé et le plus prestigieux, non héréditaire jusqu'en 1498 où il est délivré pour la première fois par Vlasdislas II de Hongrie et qui désignait jusqu'alors les personnages revêtant les plus hautes fonctions de l'État — et les « barons naturels de Hongrie » (barones naturales), titre créé en 1487 par le roi Mathias pour récompenser ses plus fidèles partisans. Ainsi fera-t-on la distinction entre « vrais barons » (veri barones), issus de l'exercice des plus hautes charges, et « barons que de nom » (barones nomine solo), simple titres de noblesse lié à la possession d'une baronnie.
- Noble seigneur : ils appartenaient à la noblesse moyenne (köznemesség) et étaient souvent l'intermédiaire entre l'aristocrate et le paysan. Un certain nombre sont devenus baron et comte, surtout au cours du XVIIIe siècle, lorsque la noblesse hongroise est en déclin numérique. Les seigneurs et nobles dames établissaient souvent des liens de mariage avec des familles de baron ou de comte, avec lesquelles ils traitaient d'égal à égal. Ils occupaient également des postes de juge de noble (szolgabíró), de sous-gouverneur de province (alispán), d'évêques ou encore membres du jury canonique.

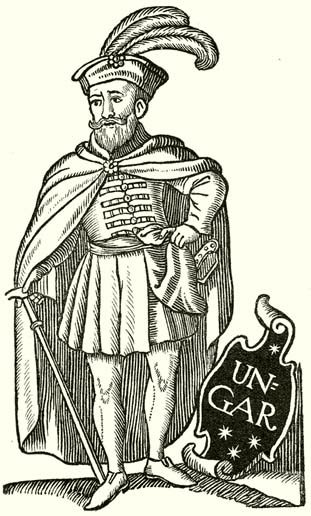
Magnat hongrois, gravure du début du XVIIe siècle, extraite de Dózsa György (1470-1514) par Sándor Márki.

### Cas spécifique des magnats de Hongrie
La dignité de « magnat » (en hongrois : mágnás ; en latin : magnates), dite aussi kastély (littéralement « châtelain ») titrait les grands de Hongrie, tels que le Palatin, le judex-curiae, les dignitaires princiers et royaux, ainsi que la plupart des comtes et une partie des barons (les bárófi). Le titre de « magnat » était vu en Hongrie depuis le Moyen Âge comme l'équivalent de celui de prince électeur du Saint-Empire romain, donc d'une importance politique considérable. Il peut être envisagé comme l'équivalent d'un pair héréditaire. Les familles admissibles pour ce titre ont eu parmi leurs membres des personnalités éminentes de l'histoire hongroise. Ce titre pouvait être considéré, et l'est parfois encore par la législation de certains pays étrangers, tantôt comme un véritable titre de dignité, tantôt comme un simple statut historique. Par exemple en Italie, le code RD 651/43 qui réglemente l’Araldica Nazionale, considère le titre de « Magnat de Hongrie » comme un statut historique des familles concernées, mais non comme un titre de dignité.
« Magnat » désignait depuis 1397 les descendants des « barons du royaume » (appelés jusqu'alors Filii baronum ou bárófi en hongrois). Ces descendants reçurent dans les années 1430 le titre héréditaire de Magnificus, appellation jusqu'alors réservée aux seuls « barons du royaume » (dont le titre ne devient héréditaire qu'en 1498 ; voir le paragraphe associé). Dans les années 1420, les « magnats » deviennent particulièrement conscients de leur « différence » vis-à-vis des autres nobles, et certains n'hésitent pas à faire référence aux hautes charges de leurs ancêtres, comme les membres de la famille Losonczi qui, d'eux-mêmes, ajoutent à leur nom celui de Bánfi : « fils de ban », en référence à leurs ancêtres qui avaient été bans de Dalmatie et de Croatie. D'autres magnats font clairement référence dans leurs actes à leur ascendance d'anciens « barons du royaume » et utilisent même des titres de noblesse (comme ceux de comte, de marquis ou de duc) suivant l'exemple de la noblesse de l'Europe de l'Ouest, bien que le droit public de royaume hongrois n'admettait pas ce type de titre distinctif. Jean Hunyadi (1387-1456) a été le premier magnat à recevoir un titre héréditaire en Hongrie : le roi Ladislas V le nomma comte héréditaire (en hongrois : örökös főispán ; en latin : hæreditarius comes) de Beszterce en 1453.
Les magnats de Hongrie siégeaient de droit (jobbraszék) à la Diète hongroise.